# Laura Jenni
Laura Jenni (* 16. Oktober 1998) ist eine deutsche Synchronsprecherin und Sängerin.

## Leben
Laura Jenni ist seit ihrem sechsten Lebensjahr als Synchronsprecherin tätig. Zu ihren bekanntesten Synchronrollen gehören unter anderem Bonnie Anderson in Toy Story 3 und A Toy Story: Alles hört auf kein Kommando, Angourie Rice als Holly March in The Nice Guys, sowie Mitsuha Miyamizu in Makoto Shinkais Your Name. – Gestern, heute und für immer.
Unter dem Namen LAORAY ist Jenni auch als Sängerin aktiv.
Laura Jenni ist die Tochter der Münchner Synchronsprecherin Ulrike Jenni.

## Synchronisation (Auswahl)
- 2004: Linus im Sommer (als Klara)
- 2009: Santa Buddies – Auf der Suche nach Santa Pfote (als mexikanisches Kind)
- 2009: Der kleine Nick (als Marie Hedwig)
- 2010: Toy Story 3 (als Bonnie Anderson)
- 2011–2019: Game of Thrones (als junge Lyanna Stark)
- 2013–2017: Liv und Maddie (als Priya)
- 2014: Erinnerungen an Marnie (als Anna Sasaki)
- 2015–2018: Code Black (als Ariel Braeden)
- 2016: Your Name. – Gestern, heute und für immer (als Mitsuha Miyamizu)
- 2016: The Nice Guys (als Holly March)
- 2017: Mary und die Blume der Hexen (als Mary Smith)
- 2017: Descendants 2 – Die Nachkommen (als Dizzy Tremaine)
- 2018-: 9-1-1: Notruf L.A. (als May Grant)
- 2018: Asterix und das Geheimnis des Zaubertranks (als Vitrine)
- 2018: Pokémon: Der Film – Die Macht in uns (als Kellie)
- 2018: Insidious: The Last Key (als junge Elise Rainier)
- 2018: Violet Evergarden (als Ann Magnolia)
- 2019: Descendants 3 – Die Nachkommen (als Dizzy Tremaine)
- 2019: A Toy Story: Alles hört auf kein Kommando (als Bonnie Anderson)
- 2019: Weathering With You – Das Mädchen, das die Sonne berührte (als Mitsuha Miyamizu)
- 2019–2021: Fruits Basket (als Toru Honda)
- 2020: Nocturne (als Juliet Lowe)
- 2020: Yashahime: Princess Half-Demon (als Moroha)
- 2020: Violet Evergarden: Der Film (als Daisy Magnolia [1. Synchro])
- 2021: Sailor Moon Eternal (als Palla-Palla / Sailor Pallas)
- 2021: Sechzehn Stunden Ewigkeit (als Phoebe)
- 2021: Gregs Tagebuch – Von Idioten umzingelt (als Kind #3)
- 2022: Chip und Chap: Die Ritter des Rechts (als Fabius)
- 2022: Roald Dahls Matilda – Das Musical (als Aufsichtsschülerin)
- 2023: AKA (als Hélène)
- 2024: Snoopy präsentiert: Willkommen zu Hause, Franklin (als Lucy)
- 2024: Sailor Moon Cosmos (als Sailor Pallas)